# Anabolism
Anabolism (nylat. anabolismus, av grek. anabole) är ämnesomsättningens konstruktiva processer utifrån vilka levande celler omvandlar enkla substanser till mer komplexa sådana, såsom fett och proteiner. Det krävs energi för anabolism när metaboliter, enkla energifattiga molekyler, bygger upp större molekyler. Det sker en reduktion av kolatomer vid anabolism.
Några exempel på detta är
- Proteinsyntes, skapandet av proteiner från aminosyror.
- Glukoneogenes, bildandet av glukos från pyruvatjoner.
- Fettsyrasyntes, bildandet av fettsyror från acetyl-CoA.